# Trésor de Pouilly-sur-Meuse
Le Trésor de Pouilly-sur-Meuse est un ensemble de trente-et-une pièces de vaisselle en argenterie ouvragée, datant de la fin du XVe siècle et du XVIe siècle, découvert fortuitement en 2006 à Pouilly-sur-Meuse, en région Lorraine. Il est déposé au Musée lorrain de Nancy.

## Histoire
Le 11 novembre 2006, des particuliers découvrent sur leur terrain 31 pièces de vaisselle en argenterie ciselée datant des XVe et XVIe siècles.
En 2009, ces pièces sont classées trésor national sur avis de la Commission consultative des trésors nationaux, puis acquises par la ville de Nancy, et exposées au Musée lorrain.

## Composition
Cet ensemble et composé de la vaisselle de table d'un riche particulier. Parmi les 31 pièces on compte : 
- trois coupes pour boire, une fabriquée à Reims, les deux autres à Châlons-en-Champagne,
- une aiguière (carafe en métal pour verser de l'eau),
- deux salières,
- plusieurs séries de cuillères, deux fabriquées par Jean de Bénigne, orfèvre parisien, quatre avec un bouton en balustre,
- quatre gobelets[3], deux fabriqués par Dietrich Brey, stazbecher (gobelets encastrables avec couvercle) joailler strasbourgeois et parmi les pièces les plus jeunes (après 1567).

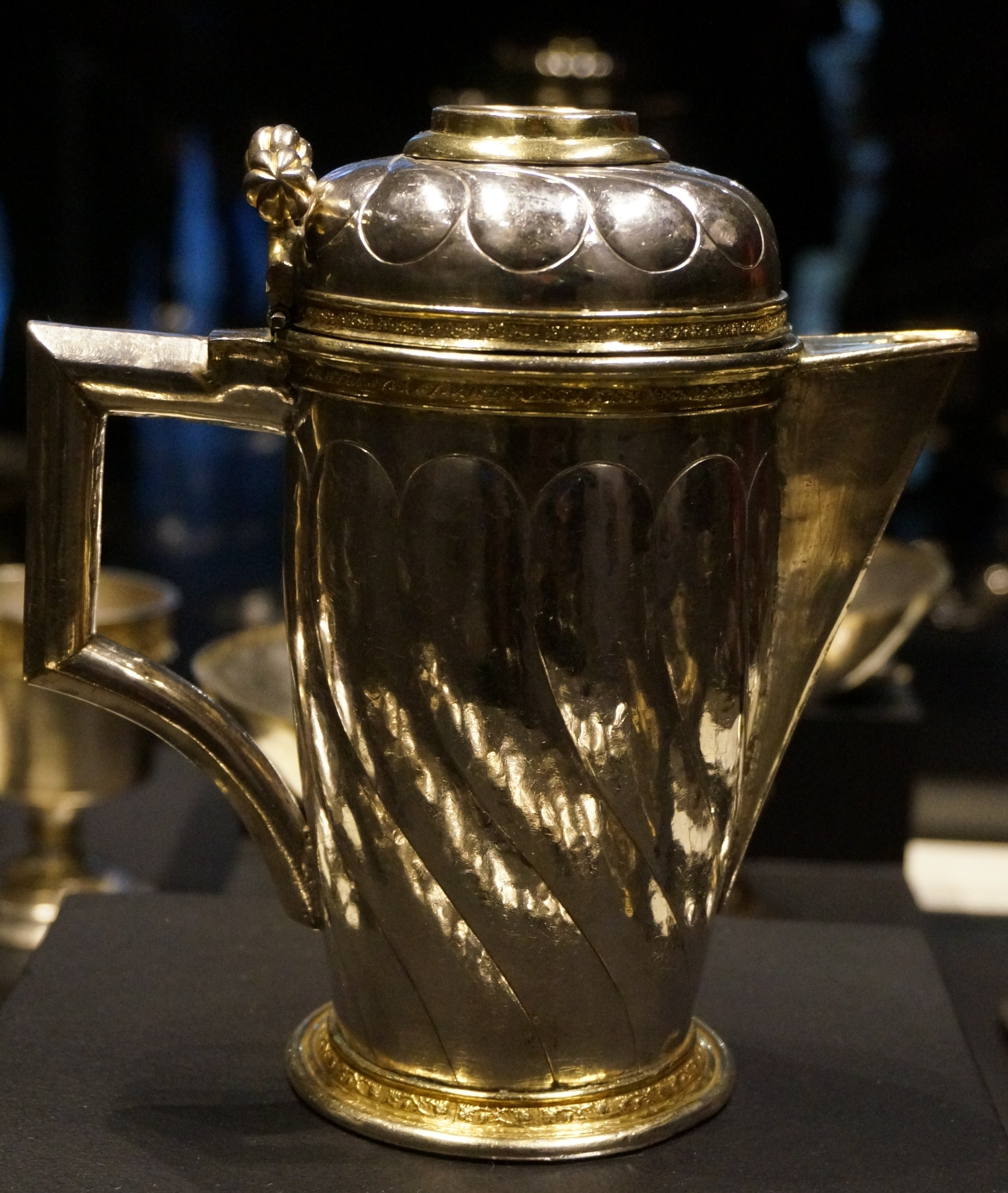
Aiguière.
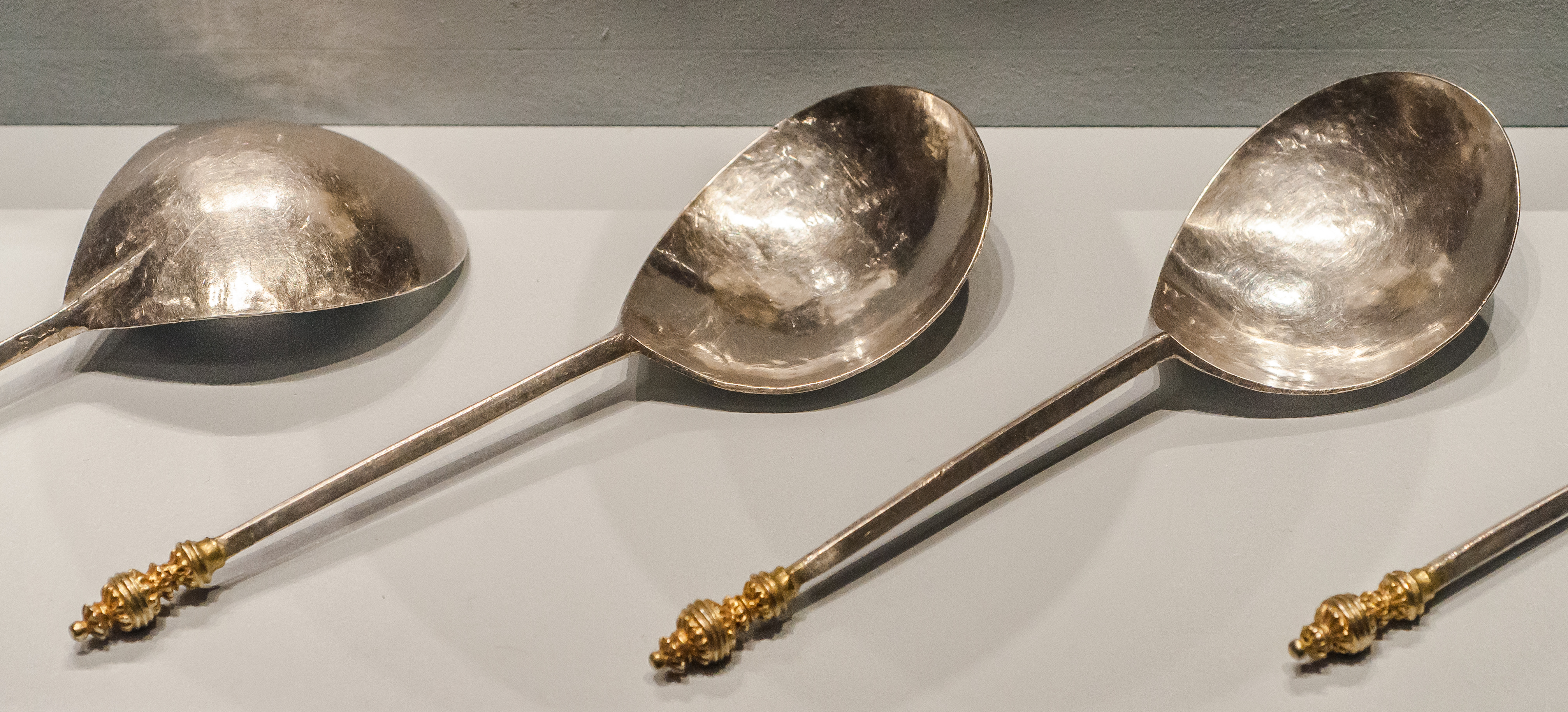
Cuillers.
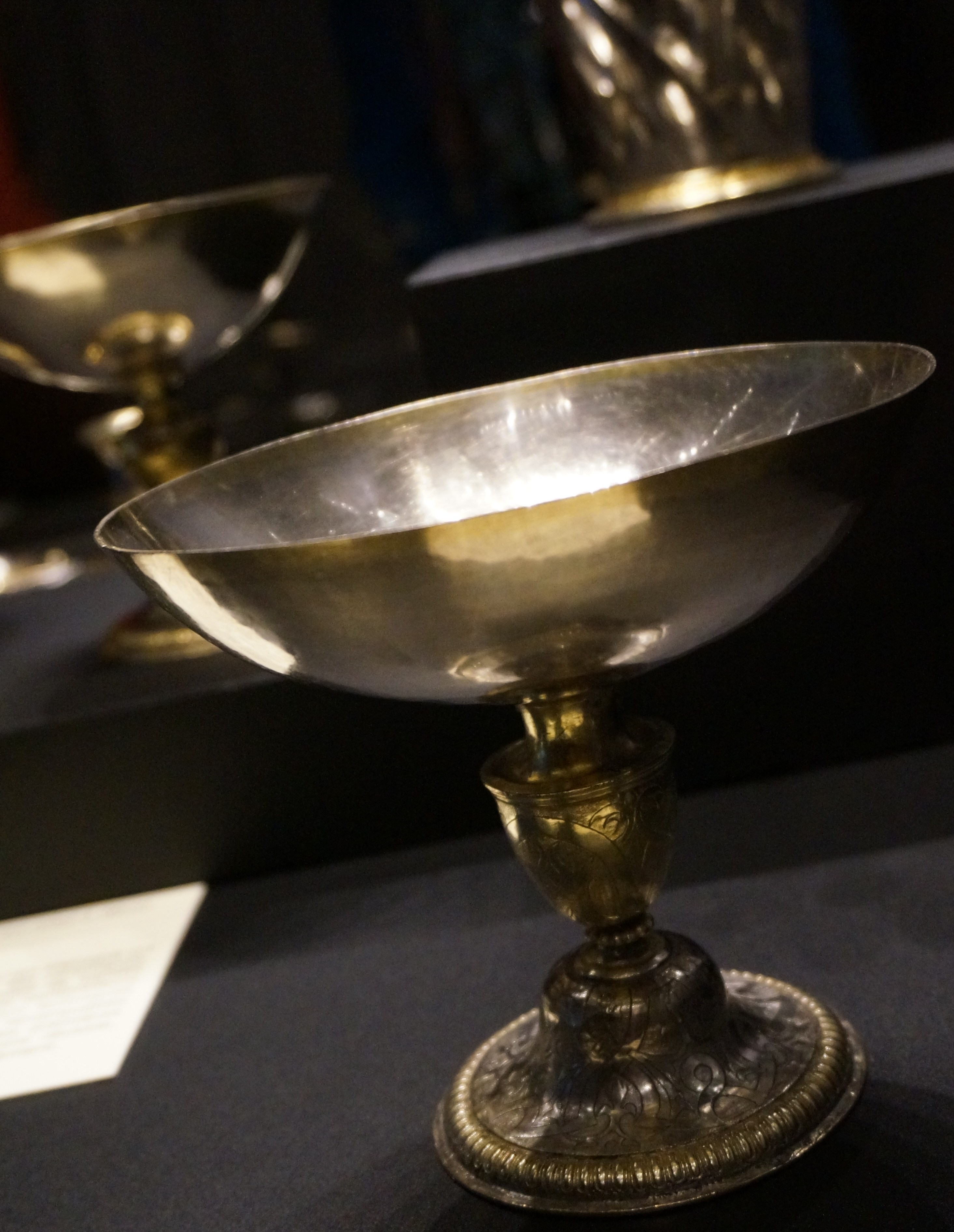
Coupe rémoise.
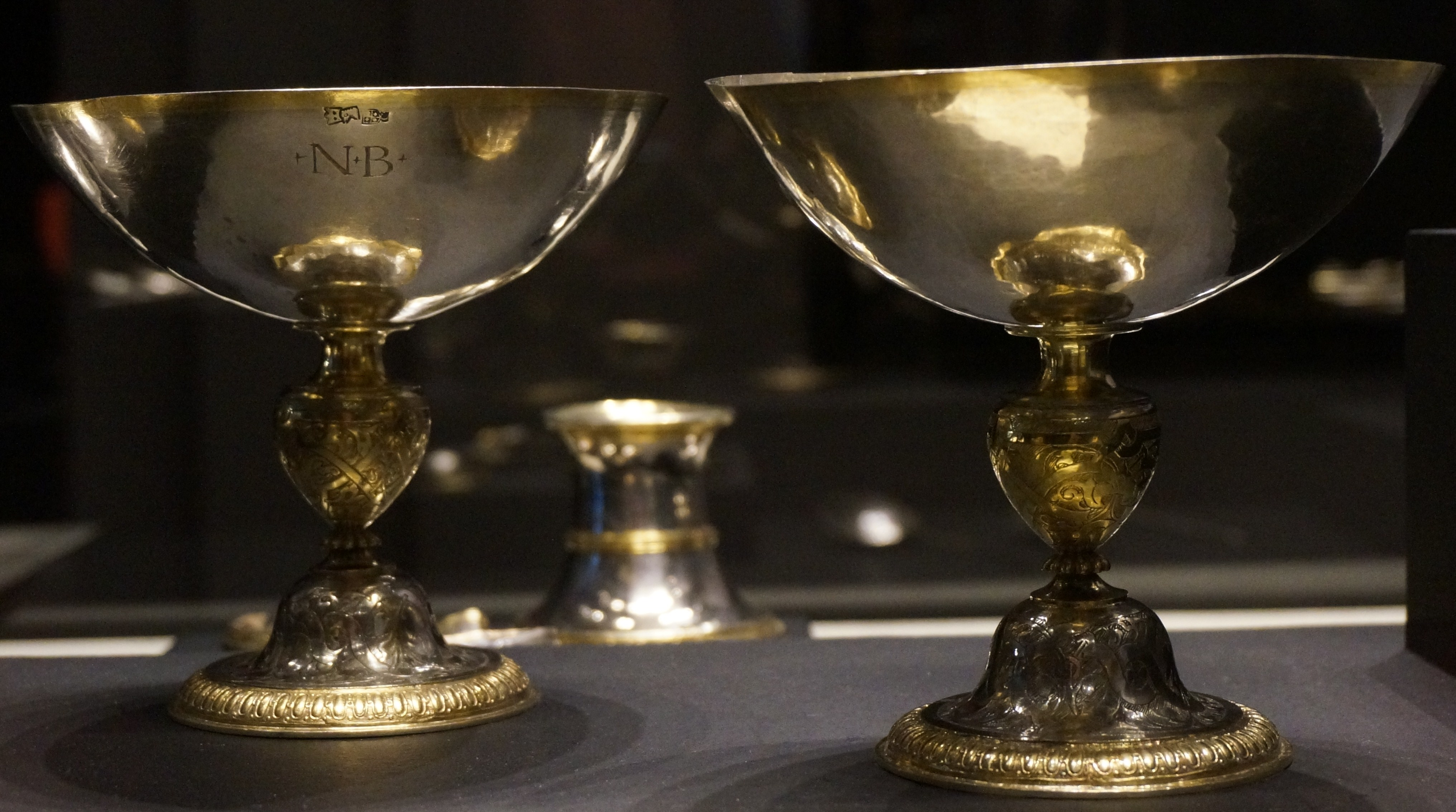
Coupes chalonnaises.
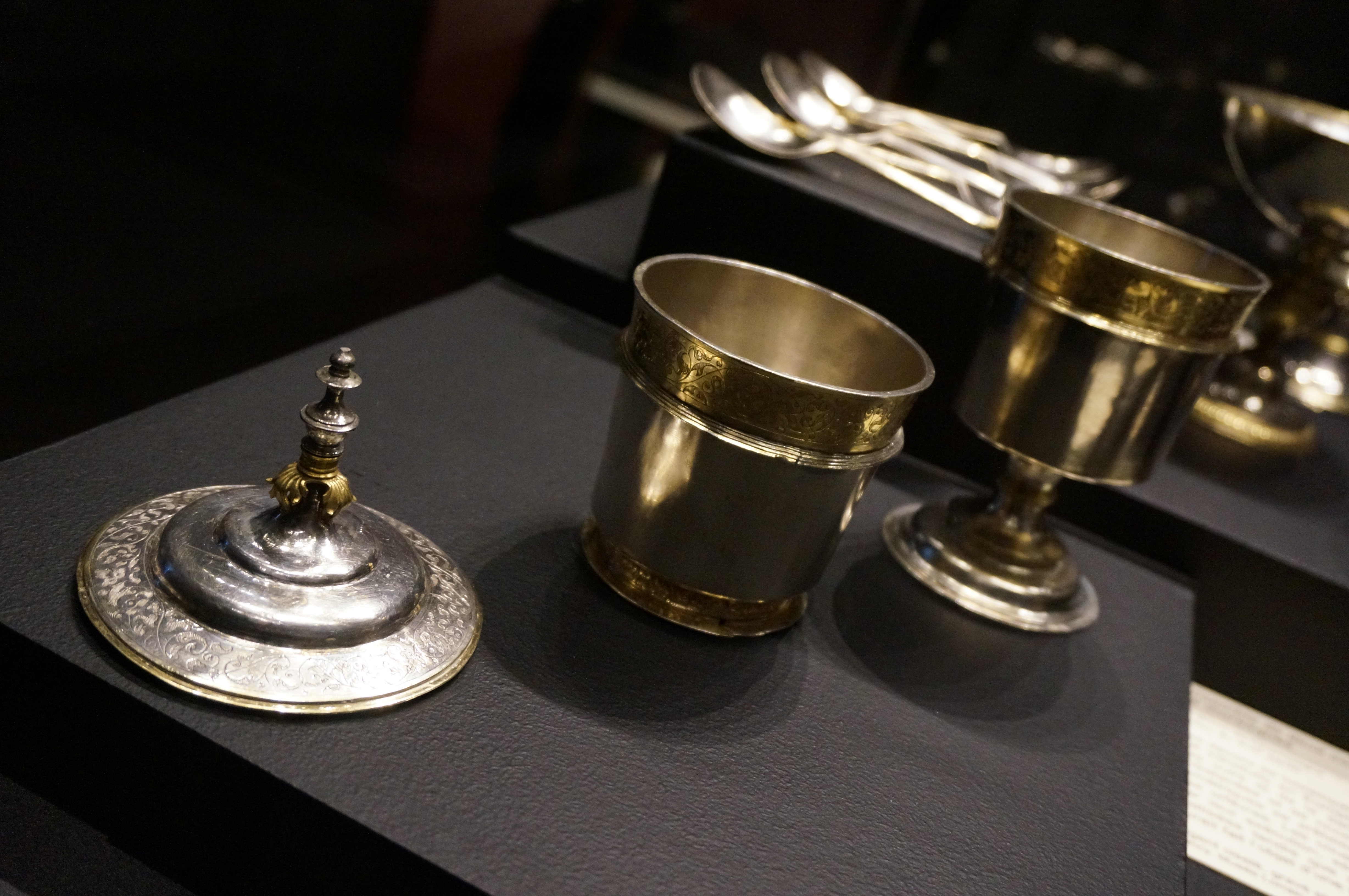
Gobelets.

## Expositions
- 17 décembre 2011 au 11 mars 2012 : Musée lorrain à Nancy, Un exceptionnel ensemble d'orfèvrerie Renaissance : le trésor de Pouilly-sur-Meuse
- 3 avril au 2 juillet 2012 : Musée national de la Renaissance au château d'Écouen, L'invention d'un trésor : vaisselles précieuses et arts de la table à la Renaissance
- 15 septembre au 11 novembre 2012 : Musée de la Bière à Stenay, La Meuse dévoile ses trésors autour d'un exceptionnel ensemble d'orfèvrerie Renaissance : le trésor de Pouilly-sur-Meuse